# Agoua
Agoua är en ort i Benin. Den ligger i den södra delen av landet, 210 kilometer norr om huvudstaden Porto-Novo. Agoua ligger 256 meter över havet och antalet invånare är 6 276.
Terrängen runt Agoua är huvudsakligen platt. Agoua ligger uppe på en höjd. Närmaste större samhälle är Gouka, 17,7 kilometer söder om Agoua.
Omgivningarna runt Agoua är en mosaik av jordbruksmark och naturlig växtlighet. Runt Agoua är det ganska glesbefolkat, med 25 invånare per kvadratkilometer.